# 長川仁三郎商店
株式会社長川仁三郎商店(おさがわにさぶろうしょうてん)は、安政元年(1854)に創業し、お香原料の卸売り・焼香や塗香の製造販売を行っている企業である。

## 会社概要
安政元年(1854)に大阪道修町にて、薬種商より線香原料販売、焼香・塗香などの製造販売を始める。明治5年(1872)に森ノ宮に移転、大正9年(1920)に薫香舗長川仁三郎商店に改名する。

## 主要製品

### 香木
- 沈香
- 白檀

### 焼香
- 伽羅香
- 椅楠香
- 伽楠香
- 古今名香

### 塗香
- 極上塗香
- 頂上塗香
- 上品塗香
- らくらく塗香

### お香雑貨
- ぬり香 和香古今：天女のかおり、牛若のかおり
- 霧の香：かのきみ、かほり姫、まいそおる